# آیدین ییلماز

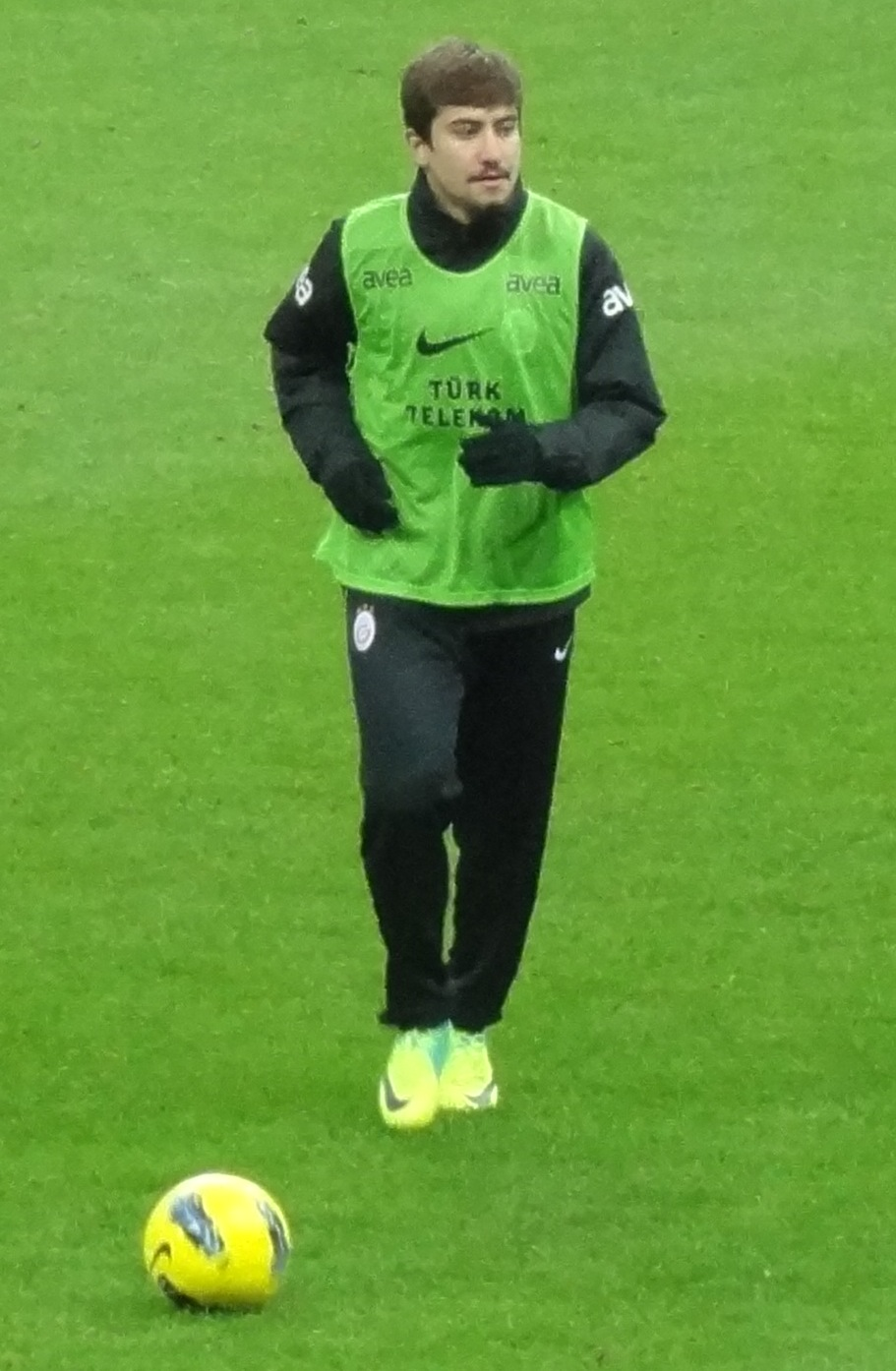
آیدین ییلماز در تمرینات گالاتاسرای

آیدین ییلماز (تلفظ ترکی استانبولی: [ˈajdɯn jɯɫˈmaz] (زاده ۲۹ ژانویه ۱۹۸۸ در استانبول) ییلماز در حال حاضر در پست هافبک باشگاه گالاتاسرای توپ می‌زند.